# قرار مجلس الأمن التابع للأمم المتحدة رقم 713
قرار مجلس الأمن التابع للأمم المتحدة 713، المعتمد بالإجماع في 25 سبتمبر 1991، وبعد أن تلقى المجلس بيانات من عدد من الدول الأعضاء وأشاد بجهود الجماعة الأوروبية في المنطقة، قرر المجلس أن يفرض، بموجب الفصل السابع، حظرا على توريد الأسلحة إلى جمهورية يوغوسلافيا الاتحادية الاشتراكية، في ضوء اندلاع القتال في البلد. كان القرار 713 أول قرار يتعلق بتفكك يوغوسلافيا.
وفي هذا القرار، أعرب المجلس عن دعمه الكامل للترتيبات والتدابير التي اتخذتها الجماعة الأوروبية ومؤتمر الأمن والتعاون في أوروبا من أجل تعزيز إنهاء الأعمال العدائية في يوغوسلافيا، ودعا الأمين العام خافيير بيريز دي كوييار، بالتشاور مع حكومة يوغوسلافيا، إلى المساعدة في هذه العملية. كما حثت جميع الأطراف المعنية على الالتزام بشدة باتفاقات وقف إطلاق النار الموقعة في سبتمبر 1991، والدخول في مفاوضات في المؤتمر المعني بيوغوسلافيا، وتجنب ارتكاب أية أعمال قد تزيد من حدة التوتر في المنطقة.
وإذ يشير القرار إلى استمرار الأعمال العدائية، فإنه ينفذ أيضا حظرا على جميع عمليات تسليم الأسلحة والمعدات العسكرية إلى يوغوسلافيا إلى أن يقرر المجلس خلاف ذلك، فيمرر هذا الجانب من القرار بموجب الفصل السابع لأنه يعتبر أن الحالة تشكل خطرا على السلام والأمن الدوليين. وبما أن الجيش الوطني اليوغوسلافي كان يخضع للسيطرة من عاصمة بلغراد فقد رأى البعض أن بلدانا يوغوسلافية أخرى وضعت في وضع أدنى منذ استمرار الحرب. وسينطبق هذا القرار على جميع الدول التي تتألف منها يوغوسلافيا، حتى عند استقلالها؛ بيد أن البوسنة والهرسك طعنت في الحكم بقولها إنه ينطبق فقط على يوغوسلافيا عندما كانت موجودة، ومن ثم لم يعد لها أثر بعد استقلال البلدان التي تتكون منها.

## وصلات خارجية
- Text of the Resolution at undocs.org
- How Britons helped Milosevic
- Serbian Telecom affaire Milosevic, Hurd, Prodi, Di Stefano, Italian Telekom, Nat West Capital Bank, Kosovo war[وصلة مكسورة]
- Brendan Simms: "Unfinest Hour: Britain and the Destruction of Bosnia"